# باينهيم ليه إيبرليهكيوس
باينهيم ليه إيبرليهكيوس (بالفرنسية: Bayenghem-lès-Éperlecques)‏ هي بلدية تقع في إقليم باد كاليه من منطقة نور با دو كاليه في شمال فرنسا. تبلغ مساحة هذه المدينة 4.51 (كم²)، وترتفع عن سطح البحر 55 م، يبلغ عدد سكانها 927 نسمة حسب إحصاء المعهد الوطني للإحصاء والدراسات الاقتصادية سنة 2009 م. وترأس Jean-Michel Bouhin البلدية خلال فترة (2008-2014).